# Nordsjällands storkrets
Nordsjällands storkrets (danska: Nordsjællands storkreds) är en av tio storkretsar som används vid val till Folketinget sedan 2007. Den är indelad i valkretsarna Helsingør, Fredensborg, Hillerød, Frederikssund, Egedal och Rudersdal.

## Valresultat

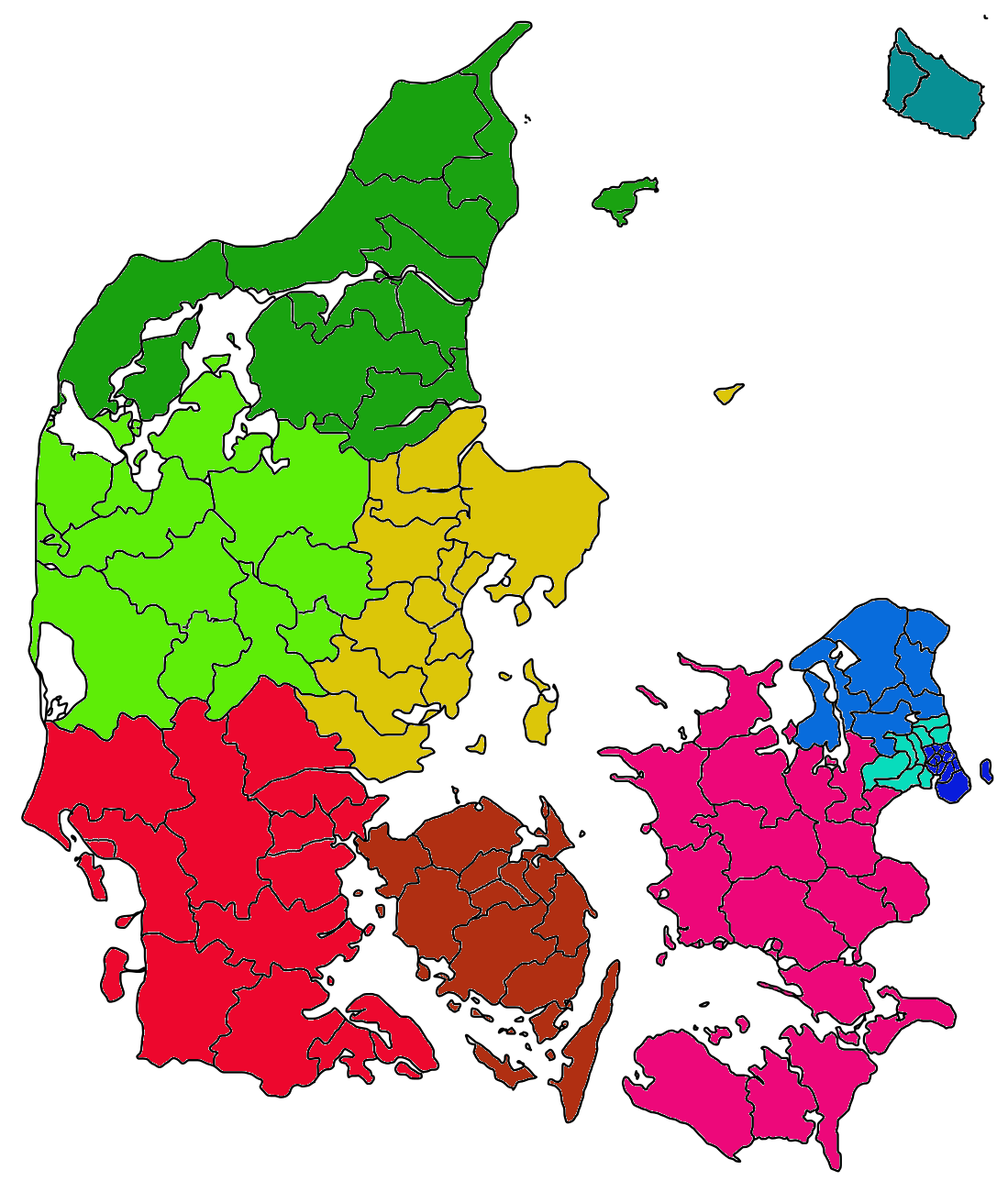
Storkretsar med Nordsjälland och valkretsar (avgränsade med svarta sträck)

| Parti                       | 2007    | 2011    | 2015    | 2019    | 2022    |
| --------------------------- | ------- | ------- | ------- | ------- | ------- |
| Venstre                     | 28,2    | 31,9    | 20,6    | 23,4    | 14,7    |
| Socialdemokratiet           | 20,7    | 18,8    | 22,6    | 21,3    | 23,9    |
| Det Konservative Folkeparti | 13,8    | 6,9     | 5,3     | 11,2    | 7,7     |
| Dansk Folkeparti            | 12,6    | 10,5    | 18,8    | 7,5     | 2,6     |
| Socialistisk Folkeparti     | 10,8    | 7,3     | 3,9     | 6,9     | 7,8     |
| Radikale Venstre            | 7,1     | 11,7    | 6,1     | 11,2    | 4,9     |
| Liberal Alliance            | 4,3     | 7,2     | 11,4    | 3,3     | 9,4     |
| Enhedslisten                | 2,0     | 5,2     | 6,3     | 5,6     | 4,2     |
| Kristendemokraterne         | 0,5     | 0,4     | 0,6     | 1,1     | 0,3     |
| Alternativet                |         |         | 4,5     | 2,7     | 3,3     |
| Nye Borgerlige              |         |         |         | 3,3     | 3,9     |
| Stram Kurs                  |         |         |         | 1,5     |         |
| Klaus Riskær Pedersen       |         |         |         | 1,0     |         |
| Moderaterne                 |         |         |         |         | 11,8    |
| Danmarksdemokraterne        |         |         |         |         | 4,8     |
| Frie Grønne                 |         |         |         |         | 0,6     |
| Partilösa                   |         | 0,0     | 0,0     | 0,1     | 0,1     |
| Röstande                    | 279 963 | 287 590 | 287 431 | 289 676 | 291 643 |

## Valda
| Krets                       | 2007                                                                       | 2011                                                                       | 2015                                                 | 2019                                                 | 2022                                                         |
| --------------------------- | -------------------------------------------------------------------------- | -------------------------------------------------------------------------- | ---------------------------------------------------- | ---------------------------------------------------- | ------------------------------------------------------------ |
| Venstre                     | Lars Løkke Rasmussen, Sophie Løhde, Claus Hjort Frederiksen, Thor Pedersen | Lars Løkke Rasmussen, Sophie Løhde, Claus Hjort Frederiksen, Hans Andersen | Sophie Løhde, Claus Hjort Frederiksen, Hans Andersen | Sophie Løhde, Hans Andersen, Claus Hjort Frederiksen | Sophie Løhde, Hans Andersen                                  |
| Socialdemokratiet           | Nick Hækkerup, Lone Møller, Klaus Hækkerup                                 | Christine Antorini, Nick Hækkerup                                          | Nick Hækkerup, Christine Antorini, Pernille Schnoor  | Nick Hækkerup, Rasmus Stoklund, Henrik Møller        | Fie Hækkerup, Rasmus Stoklund, Matilde Powers, Henrik Møller |
| Det Konservative Folkeparti | Pia Christmas-Møller, Lars Barfoed                                         | Lars Barfoed                                                               | Mette Abildgaard                                     | Mette Abildgaard, Birgitte Bergman                   | Mette Abildgaard                                             |
| Dansk Folkeparti            | Pia Adelsteen, Marlene Harpsøe                                             | Pia Adelsteen                                                              | Marlene Harpsøe, Pia Adelsteen, Jan-Erik Messmann    | Morten Messerschmidt                                 |                                                              |
| Socialistisk Folkeparti     | Pia Olsen Dyhr, Nanna Westerby Jensen                                      | Pia Olsen Dyhr                                                             | Trine Torp                                           | Trine Torp                                           | Marianne Bigum                                               |
| Radikale Venstre            | Margrethe Vestager                                                         | Margrethe Vestager, Christian Friis Bach                                   | Martin Lidegaard                                     | Martin Lidegaard, Kristian Hegaard                   | Martin Lidegaard                                             |
| Liberal Alliance            | Malou Aamund                                                               | Anders Samuelsen                                                           | Anders Samuelsen, May-Britt Buch-Kattrup             |                                                      | Steffen W. Frølund                                           |
| Enhedslisten                |                                                                            | Jørgen Arbo-Bæhr                                                           | Maria Gjerding                                       | Mai Villadsen                                        |                                                              |
| Alternativet                |                                                                            |                                                                            | Christian Poll                                       |                                                      | Helene Liliendahl Brydensholt                                |
| Nye Borgerlige              |                                                                            |                                                                            |                                                      | Mette Thiesen                                        | Mette Thiesen                                                |
| Moderaterne                 |                                                                            |                                                                            |                                                      |                                                      | Jakob Engel-Schmidt                                          |
| Danmarksdemokraterne        |                                                                            |                                                                            |                                                      |                                                      | Marlene Harpsøe                                              |